# Kruków (województwo lubelskie)
Kruków – wieś w Polsce położona w województwie lubelskim, w powiecie ryckim, w gminie Ryki.
W latach 1975–1998 miejscowość administracyjnie należała do ówczesnego województwa lubelskiego.
Przed 2023 r. miejscowość była częścią wsi Budki-Rososz
Wieś w sołectwie Budki-Kruków gminy Ryki.
Wierni Kościoła rzymskokatolickiego należą do parafii Wniebowzięcia Najświętszej Maryi Panny w Leopoldowie.